# توپ طلای فیفا ۲۰۱۰
توپ طلای فیفا ۲۰۱۰ مراسم جوایز برترین بازیکنان و مربیان فوتبال در سال ۲۰۱۰ می باشد که توسط فرانس فوتبال در زوریخ برگزار می شود. سه نامزد نهایی هرسه از آکادمی استعداد یابی لا ماسیا متعلق به باشگاه فوتبال بارسلونا بودند. در این مراسم لیونل مسی به عنوان برنده توپ طلا، آندرس اینیستا نفر دوم و ژاوی نفر سوم شد. مارتا برنده بهترین بازیکن زن سال جهان شد. ژوزه مورینیو به عنوان بهترین مربی مرد سال و زیلویا ناید سرمربی تیم ملی آلمان به عنوان بهترین مربی زن سال انتخاب شد.

## رتبه‌بندی
| رتبه | نام بازیکن          | ملیت     | باشگاه                                       | درصد   |
| ---- | ------------------- | -------- | -------------------------------------------- | ------ |
| 1st  | لیونل مسی           | آرژانتین | باشگاه فوتبال بارسلونا                       | ۲۲٫۶۵٪ |
| 2nd  | آندرس اینیستا       | اسپانیا  | باشگاه فوتبال بارسلونا                       | ۱۷٫۳۶٪ |
| 3rd  | ژاوی                | اسپانیا  | باشگاه فوتبال بارسلونا                       | ۱۶٫۴۸٪ |
| 4th  | وسلی اسنایدر        | هلند     | باشگاه فوتبال اینتر میلان                    | 14.48% |
| 5th  | دیگو فورلان         | اروگوئه  | باشگاه فوتبال اتلتیکو مادرید                 | 7.61%  |
| 6th  | کریستیانو رونالدو   | پرتغال   | باشگاه فوتبال رئال مادرید                    | 3.92%  |
| 7th  | ایکر کاسیاس         | اسپانیا  | باشگاه فوتبال رئال مادرید                    | 2.90%  |
| 8th  | داوید ویا           | اسپانیا  | باشگاه فوتبال والنسیا باشگاه فوتبال بارسلونا | 2.25%  |
| 9th  | دیدیه دروگبا        | ساحل عاج | باشگاه فوتبال چلسی                           | 1.68%  |
| 10th | ژابی آلونسو         | اسپانیا  | باشگاه فوتبال رئال مادرید                    | 1.52%  |
| 11th | کارلس پویول         | اسپانیا  | باشگاه فوتبال بارسلونا                       | 1.43%  |
| 12th | ساموئل اتوئو        | کامرون   | باشگاه فوتبال اینتر میلان                    | 1.37%  |
| 13th | مسعود اوزیل         | آلمان    | باشگاه فوتبال رئال مادرید                    | 1.21%  |
| 14th | آرین روبن           | هلند     | باشگاه فوتبال بایرن مونیخ                    | 1.16%  |
| 15th | توماس مولر          | آلمان    | باشگاه فوتبال بایرن مونیخ                    | 0.91%  |
| 16th | باستیان شواینشتایگر | آلمان    | باشگاه فوتبال بایرن مونیخ                    | 0.75%  |
| 17th | مایکون              | برزیل    | باشگاه فوتبال اینتر میلان                    | 0.57%  |
| 18th | آساموا جیان         | غنا      | باشگاه فوتبال ساندرلند                       | 0.46%  |
| 19th | ژولیو سزار          | برزیل    | باشگاه فوتبال اینتر میلان                    | 0.22%  |
| 20th | سسک فابرگاس         | اسپانیا  | باشگاه فوتبال آرسنال                         | 0.22%  |
| 21st | میروسلاو کلوزه      | آلمان    | باشگاه فوتبال بایرن مونیخ                    | 0.19%  |
| 22nd | فیلیپ لام           | آلمان    | باشگاه فوتبال بایرن مونیخ                    | 0.05%  |
| 23rd | دنی آلوز            | برزیل    | باشگاه فوتبال بارسلونا                       | 0.05%  |